# 瀧澤直
瀧澤 直（たきざわ すなお、1986年9月30日 - ）は、ジャパンラグビーリーグワンNECグリーンロケッツ東葛に所属するラグビー選手。

## プロフィール
- 愛知県出身[1]。
- ポジションはプロップ(PR)。
- 身長 175 cm、体重 110 kg
- ニックネームはタッキー。
- U23日本代表に選ばれたことがある[2]。

## 略歴
小・中学校時代はバスケットボールをやっていて愛知県代表に選ばれたことがある。なおラグビーは高校入学後から始めた。
2005年、愛知県立千種高等学校卒業後、早稲田大学に入る。　　
2010年、早稲田大学卒業後にリクルートへ入社したが、ラグビーを続けたいと思い直したため退社し、同年8月にはNECグリーンロケッツ（現・NECグリーンロケッツ東葛）に加入。また同年12月4日に行われたジャパンラグビートップリーグ第9節の豊田自動織機シャトルズ戦に途中出場で公式戦初出場を果たす。
2014年、NECグリーンロケッツの主将に就任した。
2019年、オースティン・エリートに加入。
2021年3月、トップリーグ・リーグ戦100試合出場達成。